# Hôtel d'Hozier
El hôtel Hozier es un hotel particulier ubicado en el 110 de la rue Vieille-du-Temple y el 9 de la rue Debelleyme en el 3er distrito de París.

## Historia
El terreno en el que se construyó era la fortaleza de los Petits-Marais, un alleu libre de la realeza feudal. Este terreno fue vendido a Jean Thiriot en 4 lotes en 1619 por Denise Gaudart, viuda de François Gaudart, asesora del Parlamento con quien había adquirido este feudo en 1603. Jean Thiriot, que se había encargado de construir y urbanizar la calle frente al edificio proyectado, vendió una parte de ella en 1623 en la esquina de la actual rue Develleyme a Robert Josselin, hacendado, señor de Marigny y construyó allí un hotel que luego pasó por varios manos. El hotel reformado de 1731 a 1733 por el arquitecto Denis Quirot (también el del Hôtel du Barry rue de la Jussienne) fue adquirido en 1735 por Louis-Pierre d'Hozier.
Su hijo, Charles d'Hozier, un conspirador realista, en 1803 ocultó sus actividades ilícitas a través de un negocio de cabriolet en su casa.
Fue registrado como monumento histórico por orden del 29 de mayo de 1987.
La escultora Sandrine Follère tuvo allí su estudio entre 1996 y 2005

## Arquitectura
Es un hotel con patio y jardín bastante grande.
La fachada de la calle, originalmente de ladrillo y piedra, fue levantada en el siglo XIX .
El portal esculpido por Antoine Fauquière en 1733 tiene figuras de Marte y Minerva y un cartucho sobre la puerta coronado por una cabeza de león.
El patio entre la vivienda de la calle y el edificio entre patio y jardín está rodeado por dos alas perforadas por arcadas, siendo originalmente el ala derecha una cochera. El vestíbulo de la izquierda al final del patio da a una escalera con pasamanos forjado sobre los diseños de Quirot y conduce al jardín rodeado por un ala flanqueada por un armario sobre un tronco cónico decorado con una concha con la cabeza de un Medusa y un ala norte de ladrillo y piedra.